# Rebecca Adlington
Rebecca Adlington (Mansfield, 17 febbraio 1989) è un'ex nuotatrice britannica, la prima a vincere una medaglia d'oro olimpica nel nuoto per il Regno Unito dai tempi di Anita Lonsbrough.

## Biografia
È la nipote del calciatore Terry Adlington, deceduto nel 1994.

## Carriera
Ha rappresentato la Gran Bretagna ai Giochi olimpici di Pechino del 2008 nelle gare dei 400 e 800 metri stile libero e nella staffetta 4x200 metri stile libero. Nelle batterie dei 400 batté con il tempo di 4'02"24 il record del Commonwealth. L'11 agosto vinse la medaglia d'oro nella stessa gara con il tempo di 4'03"22, successivamente nella finale degli 800 stabilì il primato del mondo con il tempo di 8'14"10.
Ai mondiali di Roma 2009, dove non si presenta in ottime condizioni di forma, arrivò terza nei 400 metri stile libero battuta da Federica Pellegrini, che nell'occasione stabilì anche il nuovo primato mondiale, e dalla connazionale Joanne Jackson. Nel 2010, agli europei di Budapest, conquistò l'oro nei 400 metri stile libero, nello stesso anno partecipò ai XIX Giochi del Commonwealth aggiudicandosi altri due ori nei 400 e negli 800 metri stile libero.
Ai mondiali di Shanghai si piazzò seconda nei 400 stile, sempre preceduta dalla Pellegrini, ma negli 800 chiuse la gara in prima posizione davanti alla danese Lotte Friis.
Ai Giochi della XXX Olimpiade di Londra nel 2012 non riuscì a confermare i due titoli vinti a Pechino quattro anni prima e giunse terza sia nei 400, battuta da Camille Muffat e Allison Schmitt, che negli 800, sopravanzata da Katie Ledecky e Mireia Belmonte García.
Il 5 febbraio 2013 ha annunciato il ritiro dall'attività agonistica.

## Palmarès
- Olimpiadi

Pechino 2008: oro nei 400m sl e negli 800m sl.
Londra 2012: bronzo nei 400m sl e negli 800m sl.
- Mondiali

Roma 2009: bronzo nei 400m sl e nella 4x200m sl.
Shanghai 2011: oro negli 800m sl e argento nei 400m sl.
- Mondiali in vasca corta

Manchester 2008: oro negli 800m sl e argento nella 4x200m sl.
- Europei

Budapest 2006: argento negli 800m sl.
Budapest 2010: oro nei 400m sl e bronzo nella 4x200m sl.
- Giochi del Commonwealth

Delhi 2010: oro nei 400m sl e negli 800m sl, bronzo nei 200m sl e nella 4x200m sl.
- Europei giovanili

Lisbona 2004: oro negli 800m sl.

## Riconoscimenti
- LEN Award: 2008
- European Swimmer of the Year: 2008